# National Women's Soccer League 2022
La National Women's Soccer League 2022 fue la 10.ª edición de la National Women's Soccer League (NWSL), máxima categoría del fútbol femenino en Estados Unidos.

## Equipos
| Equipo                 | Ciudad                   | Entrenador                    | Estadio                    | Capacidad |
| ---------------------- | ------------------------ | ----------------------------- | -------------------------- | --------- |
| Angel City FC          | Los Ángeles, California  | Freya Coombe                  | Banc of California Stadium | 22.000    |
| Angel City FC          | Los Ángeles, California  | Freya Coombe                  | Titan Stadium              | 10.000    |
| Chicago Red Stars      | Bridgeview, Illinois     | Chris Petrucelli              | SeatGeek Stadium           | 20.000    |
| Houston Dash           | Houston, Texas           | Juan Carlos Amorós (interino) | PNC Stadium                | 7.000     |
| Kansas City Current    | Kansas City, Kansas      | Matt Potter                   | Children's Mercy Park      | 18.467    |
| NJ/NY Gotham FC        | Harrison, Nueva Jersey   | Hue Menzies (interino)        | Red Bull Arena             | 25.000    |
| North Carolina Courage | Cary, Carolina del Norte | Sean Nahas                    | Sahlen's Stadium           | 10.000    |
| OL Reign               | Tacoma, Washington       | Laura Harvey                  | Lumen Field                | 10.000    |
| Orlando Pride          | Orlando, Florida         | Seb Hines (interino)          | Exploria Stadium           | 25.500    |
| Portland Thorns        | Portland, Oregón         | Rhian Wilkinson               | Providence Park            | 25.218    |
| Racing Louisville FC   | Louisville, Kentucky     | Kim Björkegren                | Lynn Family Stadium        | 11.700    |
| San Diego Wave         | San Diego, California    | Casey Stoney                  | Estadio Torero             | 6.000     |
| San Diego Wave         | San Diego, California    | Casey Stoney                  | Snapdragon Stadium         | 35.000    |
| Washington Spirit      | Washington D. C.         | Albertin Montoya (interino)   | Audi Field                 | 20.000    |
| Washington Spirit      | Washington D. C.         | Albertin Montoya (interino)   | Segra Field                | 5.000     |

## Clasificación
| Pos. | Equipo                 | Pts. | PJ | G  | E  | P  | GF | GC | Dif. | Clasificación               |
| ---- | ---------------------- | ---- | -- | -- | -- | -- | -- | -- | ---- | --------------------------- |
| 1    | OL Reign (N)           | 40   | 22 | 11 | 7  | 4  | 32 | 19 | +13  | NWSL Shield                 |
| 2    | Portland Thorns FC (C) | 39   | 22 | 10 | 9  | 3  | 49 | 24 | +25  | Eliminatorias - Semifinales |
| 3    | San Diego Wave         | 36   | 22 | 10 | 6  | 6  | 32 | 21 | +11  | Eliminatorias - 1ra ronda   |
| 4    | Houston Dash           | 36   | 22 | 10 | 6  | 6  | 35 | 27 | +8   | Eliminatorias - 1ra ronda   |
| 5    | Kansas City Current    | 36   | 22 | 10 | 6  | 6  | 29 | 29 | 0    | Eliminatorias - 1ra ronda   |
| 6    | Chicago Red Stars      | 33   | 22 | 9  | 6  | 7  | 34 | 28 | +6   | Eliminatorias - 1ra ronda   |
| 7    | North Carolina Courage | 32   | 22 | 9  | 5  | 8  | 46 | 33 | +13  |                             |
| 8    | Angel City             | 29   | 22 | 8  | 5  | 9  | 23 | 27 | −4   |                             |
| 9    | Racing Louisville FC   | 23   | 22 | 5  | 8  | 9  | 23 | 35 | −12  |                             |
| 10   | Orlando Pride          | 22   | 22 | 5  | 7  | 10 | 22 | 45 | −23  |                             |
| 11   | Washington Spirit      | 19   | 22 | 3  | 10 | 9  | 26 | 33 | −7   |                             |
| 12   | NJ/NY Gotham FC        | 13   | 22 | 4  | 1  | 17 | 16 | 46 | −30  |                             |

Actualizado a los partidos jugados el 2 de octubre de 2022.
 Fuente: NWSL

## Resultados
| Local \ Visitante      | CHI | HOU | KC  | LA  | LOU | NC  | NJY | ORL | POR | RGN | SD  | WAS |
| ---------------------- | --- | --- | --- | --- | --- | --- | --- | --- | --- | --- | --- | --- |
| Chicago Red Stars      | —   | 0–1 | 4–0 | 2–0 | 2–1 | 2–2 | 2–0 | 1–0 | 2–2 | 1–0 | 0–1 | 0–0 |
| Houston Dash           | 4–1 | —   | 1–2 | 1–1 | 0–0 | 1–1 | 2–1 | 5–0 | 0–4 | 0–2 | 0–1 | 2–2 |
| Kansas City Current    | 2–2 | 0–2 | —   | 1–1 | 1–0 | 3–2 | 1–0 | 2–2 | 1–1 | 1–0 | 2–2 | 3–0 |
| Angel City FC          | 1–0 | 0–0 | 1–0 | —   | 1–3 | 2–1 | 0–1 | 0–1 | 1–1 | 2–3 | 2–1 | 2–1 |
| Racing Louisville FC   | 0–4 | 1–1 | 1–0 | 2–3 | —   | 0–3 | 1–2 | 2–0 | 1–2 | 1–1 | 1–0 | 1–1 |
| North Carolina Courage | 4–0 | 3–4 | 3–4 | 1–0 | 5–1 | —   | 3–0 | 1–2 | 3–1 | 1–2 | 0–1 | 3–3 |
| NJ/NY Gotham FC        | 0–3 | 2–4 | 0–1 | 1–3 | 0–1 | 0–1 | —   | 1–2 | 3–3 | 0–1 | 0–3 | 1–0 |
| Orlando Pride          | 2–4 | 1–0 | 2–2 | 2–2 | 2–2 | 0–3 | 0–3 | —   | 0–2 | 1–2 | 2–2 | 2–2 |
| Portland Thorns FC     | 3–0 | 0–2 | 3–0 | 3–0 | 3–0 | 3–3 | 5–0 | 6–0 | —   | 0–0 | 0–2 | 1–1 |
| OL Reign               | 2–2 | 1–2 | 1–0 | 1–0 | 2–2 | 2–0 | 4–1 | 3–0 | 2–2 | —   | 1–0 | 0–0 |
| San Diego Wave FC      | 2–1 | 3–1 | 1–2 | 1–0 | 0–0 | 0–0 | 4–0 | 0–1 | 2–2 | 1–1 | —   | 2–1 |
| Washington Spirit      | 1–1 | 1–2 | 0–1 | 0–1 | 2–2 | 2–3 | 2–0 | 0–0 | 1–2 | 2–1 | 4–3 | —   |

### Evolución en la clasificación
| Equipo \ Jornada       | 1        | 2  | 3  | 4  | 5  | 6  | 7  | 8  | 9  | 10 | 11 | 12 | 13 | 14 | 15 | 16 | 17 | 18 | 19 | 20 |   |
| ---------------------- | -------- | -- | -- | -- | -- | -- | -- | -- | -- | -- | -- | -- | -- | -- | -- | -- | -- | -- | -- | -- | - |
| Equipo \ Jornada       | OL Reign | 8  | 10 | 10 | 9  | 3  | 6  | 6  | 5  | 4  | 4  | 6  | 5  | 6  | 5  | 5  | 5  | 5  | 5  | 2  | 1 |
| Portland Thorns FC     | 2        | 2  | 3  | 7  | 8  | 4  | 3  | 2  | 3  | 3  | 2  | 2  | 1  | 1  | 1  | 4  | 3  | 4  | 1  | 2  |   |
| San Diego Wave FC      | 6        | 1  | 1  | 1  | 1  | 1  | 1  | 1  | 1  | 1  | 1  | 1  | 2  | 3  | 2  | 1  | 2  | 1  | 4  | 3  |   |
| Houston Dash           | 10       | 5  | 4  | 4  | 4  | 2  | 5  | 4  | 5  | 6  | 4  | 3  | 3  | 2  | 3  | 2  | 4  | 2  | 5  | 4  |   |
| Kansas City Current    | 12       | 12 | 11 | 11 | 11 | 11 | 10 | 10 | 7  | 7  | 5  | 6  | 5  | 4  | 4  | 3  | 1  | 3  | 3  | 5  |   |
| Chicago Red Stars      | 4        | 4  | 5  | 6  | 7  | 3  | 2  | 3  | 2  | 2  | 3  | 4  | 4  | 6  | 6  | 6  | 6  | 6  | 7  | 6  |   |
| North Carolina Courage | 7        | 11 | 12 | 12 | 12 | 12 | 12 | 12 | 12 | 12 | 12 | 12 | 12 | 12 | 10 | 9  | 8  | 8  | 6  | 7  |   |
| Angel City FC          | 3        | 6  | 2  | 2  | 2  | 7  | 4  | 6  | 6  | 5  | 7  | 7  | 7  | 7  | 7  | 7  | 7  | 7  | 8  | 8  |   |
| Racing Louisville FC   | 9        | 9  | 9  | 3  | 5  | 8  | 9  | 9  | 8  | 10 | 10 | 11 | 9  | 9  | 9  | 10 | 11 | 11 | 10 | 9  |   |
| Orlando Pride          | 11       | 8  | 6  | 5  | 6  | 9  | 11 | 11 | 11 | 9  | 8  | 8  | 8  | 8  | 8  | 8  | 9  | 9  | 9  | 10 |   |
| Washington Spirit      | 5        | 3  | 7  | 8  | 9  | 10 | 8  | 7  | 9  | 11 | 11 | 10 | 10 | 10 | 11 | 11 | 10 | 10 | 11 | 11 |   |
| NJ/NY Gotham FC        | 1        | 7  | 8  | 10 | 10 | 5  | 7  | 8  | 10 | 8  | 9  | 9  | 11 | 11 | 12 | 12 | 12 | 12 | 12 | 12 |   |

Colores: Amarillo = Primer lugar; Verde = Eliminatorias; Rojo = Último lugar.

## Estadísticas
Actualizado al 2 de octubre.

### Goleadoras
| Posición | Jugadora           | Club                   | Goles |
| -------- | ------------------ | ---------------------- | ----- |
| 1        | Alex Morgan        | San Diego Wave FC      | 15    |
| 2        | Sophia Smith       | Portland Thorns FC     | 14    |
| 3        | Debinha            | North Carolina Courage | 12    |
| 4        | Diana Ordóñez      | North Carolina Courage | 11    |
| 4        | Mallory Pugh       | Chicago Red Stars      | 11    |
| 6        | Ashley Hatch       | Washington Spirit      | 9     |
| 6        | Ebony Salmon       | 2 equipos              | 9     |
| 8        | Bethany Balcer     | OL Reign               | 7     |
| 8        | Cece Kizer         | 2 equipos              | 7     |
| 8        | Lo'eau LaBonta     | Kansas City Current    | 7     |
| 8        | Savannah McCaskill | Angel City FC          | 7     |
| 8        | Megan Rapinoe      | OL Reign               | 7     |
| 8        | Morgan Weaver      | Portland Thorns FC     | 7     |

### Hat-tricks
Lista de hat-tricks o más goles.
| Jugadora        | Club                   | Local                  | Resultado | Visita            | Goles                                 | Fecha            |
| --------------- | ---------------------- | ---------------------- | --------- | ----------------- | ------------------------------------- | ---------------- |
| Alex Morgan     | San Diego Wave         | San Diego Wave         | 4 - 0     | NJ/NY Gotham FC   | Anotado · Anotado · Anotado · Anotado | 7 de mayo        |
| Nichelle Prince | Houston Dash           | Houston Dash           | 5 - 0     | Orlando Pride     | Anotado · Anotado · Anotado           | 3 de junio       |
| Ebony Salmon    | Houston Dash           | Houston Dash           | 4 - 1     | Chicago Red Stars | Anotado · Anotado · Anotado           | 16 de julio      |
| Debinha         | North Carolina Courage | North Carolina Courage | 3 - 0     | NJ/NY Gotham FC   | Anotado · Anotado · Anotado           | 24 de septiembre |

### Vallas invictas
| Puesto | Portera              | Club                   | Vallas invictas |
| ------ | -------------------- | ---------------------- | --------------- |
| 1      | Bella Bixby          | Portland Thorns FC     | 9               |
| 1      | Phallon Tullis-Joyce | OL Reign               | 9               |
| 3      | Kailen Sheridan      | San Diego Wave FC      | 8               |
| 4      | Alyssa Naeher        | Chicago Red Stars      | 7               |
| 5      | Jane Campbell        | Houston Dash           | 6               |
| 5      | Katie Lund           | Racing Louisville FC   | 6               |
| 5      | Casey Murphy         | North Carolina Courage | 6               |
| 8      | Adrianna Franch      | Kansas City Current    | 5               |
| 9      | DiDi Haračić         | Angel City FC          | 4               |
| 9      | Erin McLeod          | Orlando Pride          | 4               |

## Eliminatorias
|  | Primera ronda | Primera ronda       | Primera ronda   |                     |   | Semifinales | Semifinales | Semifinales |  |   | Final               | Final | Final |  |
|  |               |                     |                 |                     |   |             |             |             |  |   |                     |       |       |  |
|  |               |                     |                 |                     |   |             |             |             |  |   |                     |       |       |  |
|  |               |                     |                 |                     |   |             |             |             |  |   |                     |       |       |  |
|  |               |                     |                 |                     |   |             |             |             |  |   |                     |       |       |  |
|  |               |                     |                 |                     |   |             |             |             |  |   |                     |       |       |  |
|  |               | 1                   | OL Reign        | 0                   |   |             |             |             |  |   |                     |       |       |  |
|  |               |                     |                 | 0                   |   |             |             |             |  |   |                     |       |       |  |
|  |               |                     | 5               | Kansas City Current | 2 |             |             |             |  |   |                     |       |       |  |
|  | 4             | Houston Dash        | 5               | Kansas City Current | 2 | 1           |             |             |  |   |                     |       |       |  |
|  | 4             | Houston Dash        |                 |                     |   |             |             |             |  |   |                     |       |       |  |
|  | 5             | Kansas City Current | 2               |                     |   |             |             |             |  |   |                     |       |       |  |
|  | 5             | Kansas City Current | 2               |                     |   |             |             |             |  | 5 | Kansas City Current | 0     |       |  |
|  |               |                     |                 |                     |   |             |             |             |  | 5 | Kansas City Current | 0     |       |  |
|  |               |                     | 2               | Portland Thorns     | 2 |             |             |             |  |   |                     |       |       |  |
|  |               |                     | 2               | Portland Thorns     | 2 |             |             |             |  |   |                     |       |       |  |
|  |               |                     |                 |                     |   |             |             |             |  |   |                     |       |       |  |
|  |               |                     |                 |                     |   |             |             |             |  |   |                     |       |       |  |
|  |               | 2                   | Portland Thorns | 2                   |   |             |             |             |  |   |                     |       |       |  |
|  |               |                     |                 | 2                   |   |             |             |             |  |   |                     |       |       |  |
|  |               |                     | 3               | San Diego Wave      | 1 |             |             |             |  |   |                     |       |       |  |
|  | 3             | San Diego Wave      | 3               | San Diego Wave      | 1 | 2           |             |             |  |   |                     |       |       |  |
|  | 3             | San Diego Wave      |                 |                     |   |             |             |             |  |   |                     |       |       |  |
|  | 6             | Chicago Red Stars   | 1               |                     |   |             |             |             |  |   |                     |       |       |  |
|  | 6             | Chicago Red Stars   | 1               |                     |   |             |             |             |  |   |                     |       |       |  |
|  |               |                     |                 |                     |   |             |             |             |  |   |                     |       |       |  |

### Primera ronda
| 16 de octubre de 2022, 17:00 (ET) | Houston Dash  | 1-2     | Kansas City Current                   | PNC Stadium, Houston            |                                 |
|                                   | - Schmidt 21' | Reporte | - LaBonta 5' (pen.) - Del Fava 90+10' | Asistencia: 21.284 espectadores | Asistencia: 21.284 espectadores |

| 16 de octubre de 2022, 22:30 (ET) | San Diego Wave                 | 1-1 (2-1 t. s.) | Chicago Red Stars | Snapdragon Stadium, San Diego   |                                 |
|                                   | - van Egmond 67' - Morgan 110' | Reporte         | - Nagasato 10'    | Asistencia: 26.215 espectadores | Asistencia: 26.215 espectadores |

### Semifinales
| 23 de octubre de 2022, 17:00 (ET) | Portland Thorns              | 2-1     | San Diego Wave | Providence Park, Portland       |                                 |
|                                   | - Rodríguez 20' - Dunn 90+3' | Reporte | - Kornieck 8'  | Asistencia: 22.035 espectadores | Asistencia: 22.035 espectadores |

| 23 de octubre de 2022, 19:30 (ET) | OL Reign                  | 0-2     | Kansas City Current | Lumen Field, Seattle            |                                 |
|                                   | - Loera 4' - Hamilton 63' | Reporte |                     | Asistencia: 21.491 espectadores | Asistencia: 21.491 espectadores |

### Final
| 29 de octubre de 2022, 20:00 (ET) | Portland Thorns                 | 2-0     | Kansas City Current | Audi Field, Washington D. C.    |                                 |
|                                   | - Smith 4' - Merrick 56' (a.g.) | Reporte |                     | Asistencia: 17.624 espectadores | Asistencia: 17.624 espectadores |

|                                     |
|                                     |
| Campeón Portland Thorns 3.er título |

## Premios
Actualizado al 25 de octubre.

### Premios anuales
| Premio               | Ganadora               | Equipo             | Ref.  |
| -------------------- | ---------------------- | ------------------ | ----- |
| Botín de Oro         | Alex Morgan (15 goles) | San Diego Wave FC  | [ 2 ] |
| Jugadora Más Valiosa | Sophia Smith           | Portland Thorns FC | [ 3 ] |
| Defensora del Año    | Naomi Girma            | San Diego Wave FC  | [ 4 ] |
| Portera del Año      | Kailen Sheridan        | San Diego Wave FC  | [ 5 ] |
| Novata del Año       | Naomi Girma            | San Diego Wave FC  | [ 4 ] |
| Entrenadora del Año  | Casey Stoney           | San Diego Wave FC  | [ 6 ] |

#### Mejor Once
Fuente:
| Posición                | Jugadora        | Club                   |
| ----------------------- | --------------- | ---------------------- |
| Portera                 | Kailen Sheridan | San Diego Wave FC      |
| Defensora               | Alana Cook      | OL Reign               |
| Defensora               | Naomi Girma     | San Diego Wave FC      |
| Defensora               | Sofia Huerta    | OL Reign               |
| Defensora               | Carson Pickett  | North Carolina Courage |
| Mediocampista/Delantera | Sam Coffey      | Portland Thorns FC     |
| Mediocampista/Delantera | Lo'eau LaBonta  | Kansas City Current    |
| Mediocampista/Delantera | Alex Morgan     | San Diego Wave FC      |
| Mediocampista/Delantera | Debinha         | North Carolina Courage |
| Mediocampista/Delantera | Mallory Pugh    | Chicago Red Stars      |
| Mediocampista/Delantera | Sophia Smith    | Portland Thorns FC     |

### Premios mensuales

#### Jugadora del Mes
| Mes                | Jugadora      | Club                   | Ref.   |
| ------------------ | ------------- | ---------------------- | ------ |
| Mayo               | Alex Morgan   | San Diego Wave FC      | [ 8 ]  |
| Junio              | Sophia Smith  | Portland Thorns FC     | [ 9 ]  |
| Julio              | Ebony Salmon  | Houston Dash           | [ 10 ] |
| Agosto             | Megan Rapinoe | OL Reign               | [ 11 ] |
| Septiembre/Octubre | Debinha       | North Carolina Courage | [ 12 ] |

#### Novata del Mes
| Mes                | Jugadora        | Club                   | Ref.   |
| ------------------ | --------------- | ---------------------- | ------ |
| Mayo               | Naomi Girma     | San Diego Wave FC      | [ 13 ] |
| Junio              | Sam Coffey      | Portland Thorns FC     | [ 14 ] |
| Julio              | Savannah DeMelo | Racing Louisville FC   | [ 15 ] |
| Agosto             | Diana Ordóñez   | North Carolina Courage | [ 16 ] |
| Septiembre/Octubre | Naomi Girma (2) | San Diego Wave FC      | [ 17 ] |

#### Equipo del Mes
| Mes                | Portera                   | Defensoras                                                                          | Mediocampistas                                                       | Delanteras                                                   | Ref.   |
| ------------------ | ------------------------- | ----------------------------------------------------------------------------------- | -------------------------------------------------------------------- | ------------------------------------------------------------ | ------ |
| Mayo               | Phallon Tullis-Joyce, RGN | Alana Cook, RGN Vanessa Gilles, LA Naomi Girma, SD Sofia Huerta, RGN                | Savannah DeMelo, LOU Taylor Kornieck, SD Rose Lavelle, RGN           | Rachel Daly, HOU Alex Morgan, SD Mallory Pugh, CHI           | [ 18 ] |
| Junio              | Bella Bixby, POR          | Naomi Girma (2), SD Natalia Kuikka, POR Tatumn Milazzo, CHI Carson Pickett, NC      | Sam Coffey, POR Debinha, NC Taylor Kornieck (2), SD                  | Alex Morgan (2), SD Mallory Pugh (2), CHI Sophia Smith, POR  | [ 19 ] |
| Julio              | Adrianna Franch, KC       | Kristen Edmonds, KC Kelli Hubly, POR Hailie Mace, KC Carson Pickett (2), NC         | Jess Fishlock, RGN Lo'eau LaBonta, KC Hina Sugita, POR               | Bethany Balcer, RGN Ebony Salmon, HOU Morgan Weaver, POR     | [ 20 ] |
| Agosto             | Adrianna Franch (2), KC   | Elizabeth Ball, KC Naomi Girma (3), SD Sofia Huerta (2), SEA Carson Pickett (3), NC | Meggie Dougherty Howard, ORL Lo'eau LaBonta (2), KC Cari Roccaro, LA | Diana Ordóñez, NC Megan Rapinoe, SEA Ebony Salmon (2), HOU   | [ 21 ] |
| Septiembre/Octubre | Katie Lund, LOU           | Alana Cook (2), RGN Naomi Girma (4), SD Hailie Mace (2), KC Carson Pickett (4), NC  | Sam Coffey (2), POR Vanessa DiBernardo, CHI Rose Lavelle (2), RGN    | Debinha (2), NC Megan Rapinoe (2), RGN Sophia Smith (2), POR | [ 22 ] |